# Le Faune de marbre
Le Faune de marbre (The Marble Faun) est le dernier des quatre grands romans de Nathaniel Hawthorne, publié en 1860. Après Valjoie (The Blithedale Romance) en 1852, à l'approche de la cinquantaine, Hawthorne se détourne de la littérature et se fait nommer consul à Liverpool grâce à l'appui de son ami Franklin Pierce, alors président des États-Unis. Il restera en poste de 1853 à 1857. Accompagné de son épouse Sophia Peabody, Hawthorne quitte l'Angleterre pour l'Italie en 1858 et visite le pays pendant près de deux ans. Il écrit le Faune de marbre après avoir découvert le faune (ou satyre) de Praxitèle lors d'une exposition de sculptures romaines. Il rédige son roman en 1858 à la Villa Montuato à Bellosguardo. 
Le Faune de marbre, roman gothique, est sans doute le récit le plus étrange de Hawthorne, peut-être même l'un des plus curieux de la littérature américaine. Composé alors que la guerre de Sécession est imminente, l'intrigue est cependant placée dans une Italie imaginaire. Comme souvent chez Hawthorne, le véritable héros est le sentiment de culpabilité, qui ronge les personnalités et détruit les âmes. 

## Les personnages
Les principaux protagonistes du roman sont au nombre de quatre, Miriam, Donatello, Kenyon et Hilda. Ces quatre prénoms constituent d'ailleurs le titre du premier chapitre du roman. Dès la première phrase du texte, les quatre personnages se trouvent en effet réunis dans la galerie des sculptures du Capitole à Rome : Four individuals, in whose fortunes we should be glad to interest the reader, happened to be standing in one of the saloons of the sculpture gallery in the Capitol at Rome.

### Miriam
D'une grande beauté - Hawthorne la compare notamment à Ève ou à Cléopâtre, peintre, étudiante en arts, Miriam est aimée de Donatello et sera la cause du meurtre commis par celui-ci. 

### Donatello
Comte de Monte Beni, mi-homme, mi-faune, image de la statue de Praxitèle, il tue pour l'amour de Miriam et portera cette culpabilité tout le reste de sa vie, accédant par cette souffrance au statut d'homme à part entière et perdant l'innocence de l'animalité. Hawthorne le compare aussi à Adam. L'éveil à la conscience morale de Donatello est un des thèmes majeurs du roman,.

### Kenyon
Sculpteur, homme simple et bon, image de l'humanisme rationnel, Kenyon est le narrateur du récit et amoureux d'Hilda.

### Hilda
Peintre comme Miriam, Hilda est l'image de la Vierge Marie, toute de douceur et de pureté mais témoin involontaire du meurtre, qui bouleversera sa vie.

## Éditions
Édition originale
- The Marble Faun, Boston, The Ticknor and Fields, 1860

Traductions françaises
- Le Faune de marbre, trad. de François Villaret, préface de René Lalou, Paris, Gallimard, 1949
- Le Faune de marbre, trad. de Roger Kann, Paris, J. Corti, 1994

## Adaptations
Le roman a été adapté pour l'opéra sur une musique par Ellen Bender et un livret par Jessica Treadway, achevé en 1996.